# Gerald Murnane
Gerald Murnane, né le 25 février 1939 à Coburg (Victoria), est un écrivain australien.

## Biographie
Murnane est né à Coburg, dans la banlieue nord de Melbourne, et n'a pratiquement jamais quitté l'État de Victoria. Le garçon passe une partie de son enfance à Bendigo. En 1957, Murnane s'oriente brièvement vers la vie de séminariste, vocation qu'il abandonne pour devenir instituteur de 1960 à 1968. L'année suivante, Murnane déménage pour s'installer dans la banlieue de Melbourne, à Macleod. Il se marie en 1966. Il commence à enseigner l'écriture à partir de 1980.
Entre 1974 et 1995, Murnane écrit sept romans qui reçoivent un accueil peu enthousiaste du public et de ses différents éditeurs. En 1995, Murnane décide d'arrêter d'écrire des romans. Dix ans plus tard, très sollicité par Ivor Indyk de la maison d'édition Giramondo qui croit au talent de Murnane, ce dernier se remet à publier des romans.
Murnane travaille comme barman au golf club de Goroke, dans la province de Wimmera.

## Œuvre
Les deux premiers ouvrages de Murnane, Tamarisk Row (1974) et A Lifetime on Clouds (1976), sont quasi-autobiographiques. En 1982 paraît Les Plaines (The Plains), un court roman dans lequel un jeune cinéaste souhaitant faire un film voyage dans un pays imaginaire ressemblant beaucoup à l'Australie. Suivront les nouvelles de Landscape With Landscape (1985), le roman Inland (1988), d'autres nouvelles réunies sous le titre Velvet Waters (1990) et le roman Emerald Blue (1995). Quatorze ans plus tard paraît le roman Barley Patch (2009) qui amorce une deuxième ère de publications romanesque, mais qui voit aussi l'auteur publier des recueils d'essais, dont Invisible Yet Enduring Lilacs (2005), de la poésie et ses mémoires (Something for the Pain: A Memoir of the Turf, 2015).
Shannon Burns, biographe de Murnane, décrit l'œuvre de Murnane comme centrée sur l'échec et propose l'hypothèse que c'est cet échec qui est la source de l'humour dans son œuvre et qui le motive à écrire.
Murnane considère que son œuvre est basée sur des idées simples, mais que les universitaires et les critiques compliquent ses idées.
L'œuvre de Murnane utilise une « imagerie mentale » qui se présente dans l'esprit de l'auteur sans qu'il fasse l'effort de les chercher. Parmi ces images, se trouvent des billes, des couleurs de jockeys ou l'iconographie catholique.
Parmi les admirateurs de son œuvre se trouvent les écrivains J. M. Coetzee, Shirley Hazzard, Ben Lerner, Joshua Cohen et Teju Cole,.

## Récompenses
- Prix Patrick White (1999).
- Prix spécial - New South Wales Premier's Literary Awards (2007).
- Prix de l'Australia Council for the Arts[3]
- Prix Melbourne de Littérature (2009)[4]

## Publications

### Romans
- Tamarisk Row (William Heinemann Australia, Melbourne, 1974) Tamarisk Row, traduit par Brice Matthieussent, Paris, Éditions Buchet/Chastel, 2016 (ISBN 978-2-283-02754-7)
- A Lifetime on Clouds (William Heinemann Australia, Melbourne, 1976)
- The Plains (The Text Publishing Company, Melbourne, 1982) Les Plaines, traduit par Brice Matthieussent, Paris, P.O.L., 2011 (ISBN 978-2-8180-0383-1)
- Inland (William Heinemann Australia, Melbourne, 1988)
- Barley Patch (Giramondo Publishing Company, Sydney, 2009)
- A History of Books (Giramondo Publishing Company, Sydney, 2012)
- A Million Windows (Giramondo Publishing Company, Sydney, 2014)
- Border Districts (Giramondo Publishing Company, Sydney, 2017)
- A Season on Earth (The Text Publishing Company, Melbourne, 2019)

### Recueils de nouvelles
- Landscape With Landscape (Norstrilia Press, Melbourne, 1985)
- Velvet Waters (McPhee Gribble, Melbourne, 1990)
- Emerald Blue (McPhee Gribble, Melbourne, 1995)
- Collected Short Fiction (Giramondo Publishing Company, Sydney, 2018) Contient les pièces de fiction de Velvet Waters et Emerald Blue, une pièce inédite, la pièce titulaire de Invisible Yet Enduring Lilacs, et trois pièces contenues dans A History of Books.

### Recueils d'essais
- Invisible Yet Enduring Lilacs (Giramondo Publishing Company, Sydney, distribué par Tower Books, 2005)
- Last Letter to a Reader (Giramondo Publishing Company, Sydney, 2021)

### Recueil de poèmes
- Green Shadows and Other Poems (Giramondo Publishing Company, Sydney, 2019)

### Mémoires
- Something for the Pain: A Memoir of the Turf (The Text Publishing Company, Melbourne, 2015)